# Берко, Виктор Васильевич
Ви́ктор Васи́льевич Берко́ (рум. Victor Berco; род. 20 апреля 1979, Бельцы, Молдавская ССР, СССР) — молдавский футболист, нападающий, в настоящее время тренер

## Биография
Воспитанник ДЮСШ «Олимпия» Бельцы (тренер - Василий Ганя). С 1995 года по 1998 выступал за «Олимпию». В 1998 году приглашён в «Зимбру». В 1999 году выступал в чемпионате Австрии за «Штурм» Грац, затем вернулся в «Зимбру».
В июле 2002 года приехал в Ярославль и подписал контракт с местным «Шинником», который на тот момент участвовал в Высшей лиге.
В апреле 2004 года перешёл в «Орёл» из Первого дивизиона. Затем он провёл 2 сезона в казахстанском клубе «Алма-Ата». Вскоре вернулся в Россию, где продолжил выступление в Первом дивизионе, но уже за новичка этой лиги — «Волгу» из Ульяновска.